# Boris Gordon
Boris Moisiejewicz Gordon (ros. Борис Моисеевич Гордон, ur. 1896 w Dwinsku, zm. 21 sierpnia 1937) – Żyd, funkcjonariusz radzieckich służb specjalnych, starszy major bezpieczeństwa państwowego.

## Życiorys
Od 1915 służył w rosyjskiej armii, od marca 1917 członek partii Poalej Syjon, kierownik gubernialnego wydziału ds. narodowości w Tambowie. Od 1918 w RKP(b), śledczy Czeki w Jelcu, od czerwca 1920 do lipca 1921 kolejno pełnomocnik, członek kolegium rejonowej Czeki, szef wydziału tajno-operacyjnego i zastępca przewodniczącego orłowskiej gubernialnej Czeki, następnie szef wydziału tajno-operacyjnego i zastępca przewodniczącego semireczeńskiej gubernialnej Czeki. 1923 szef Wydziału Tajno-Operacyjnego i zastępca przewodniczącego Turkiestańskiej Czeki, od maja 1923 szef Wydziału Tajnego Pełnomocnego Przedstawicielstwa OGPU w Środkowej Azji, szef Sekcji Tajno-Operacyjnej Pełnomocnego Przedstawicielstwa OGPU w Środkowej Azji, szef Wydziału Wschodniego PP OGPU w Środkowej Azji, od 17 stycznia 1925 do 17 grudnia 1926 szef gubernialnego oddziału GPU w Archangielsku, od 6 grudnia 1926 do 1 czerwca 1928 szef kurskiego gubernialnego oddziału GPU, 1928-1930 zastępca pełnomocnego przedstawiciela OGPU w Obwodzie Centralno-Czarnoziemskim, 1930-1931 szef Zarządu Tajno-Operacyjnego Pełnomocnego Przedstawicielstwa OGPU obwodu moskiewskiego, 1932 zarządzający sprawami Moskiewskiego Komitetu Obwodowego Komitetu WKP(b). Od 1932 studiował w Instytucie Czerwonej Profesury Gospodarki Światowej i Polityki Światowej, od 1933 pracownik Wydziału Zagranicznego OGPU ZSRR, od grudnia 1934 do maja 1937 rezydent Wydziału 7 Głównego Zarządu Bezpieczeństwa Państwowego w Berlinie, formalnie jako attaché Pełnomocnego Przedstawicielstwa ZSRR w Niemczech i 2 sekretarz Pełnomocnego Przedstawicielstwa ZSRR w Niemczech.
20 czerwca 1937 został aresztowany, następnie skazany na śmierć przez Komisję NKWD i Prokuratury ZSRR pod zarzutem szpiegostwa i rozstrzelany; jego prochy złożono na Cmentarzu Dońskim. 
16 września 1967 pośmiertnie zrehabilitowany przez Kolegium Wojskowe Sądu Najwyższego ZSRR .